# 土佐鰧
土佐鰧（学名：Uranoscopus tosae），又稱土佐瞻星魚，为輻鰭魚綱鱸形目瞻星魚科的其中一種。

## 分布
本魚分布于西太平洋區，包括朝鲜、日本、臺灣、香港、越南、以及中国沿海等海域。

## 深度
水深55至420公尺。

## 特徵
本略呈方形，稍側扁。口大朝上，魚體呈黃棕色、無斑紋，背鰭具黑斑，胸鰭大，但後者具2塊深色鞍狀斑。與雙斑鰧相似，背鰭硬棘4至5枚；背鰭軟條13枚；臀鰭軟條12至14枚，體長可達25公分。

## 生態
本魚棲息於沙泥底海域，屬小型底棲性肉食魚類，常將身體埋於沙中，僅露出眼睛，以口腔的皮瓣引誘和補食其他小魚及底棲性生物。

## 經濟利用
可食用，味劣，多作下雜魚處理。具有毒棘，易傷人。